# 约翰·W·福斯特

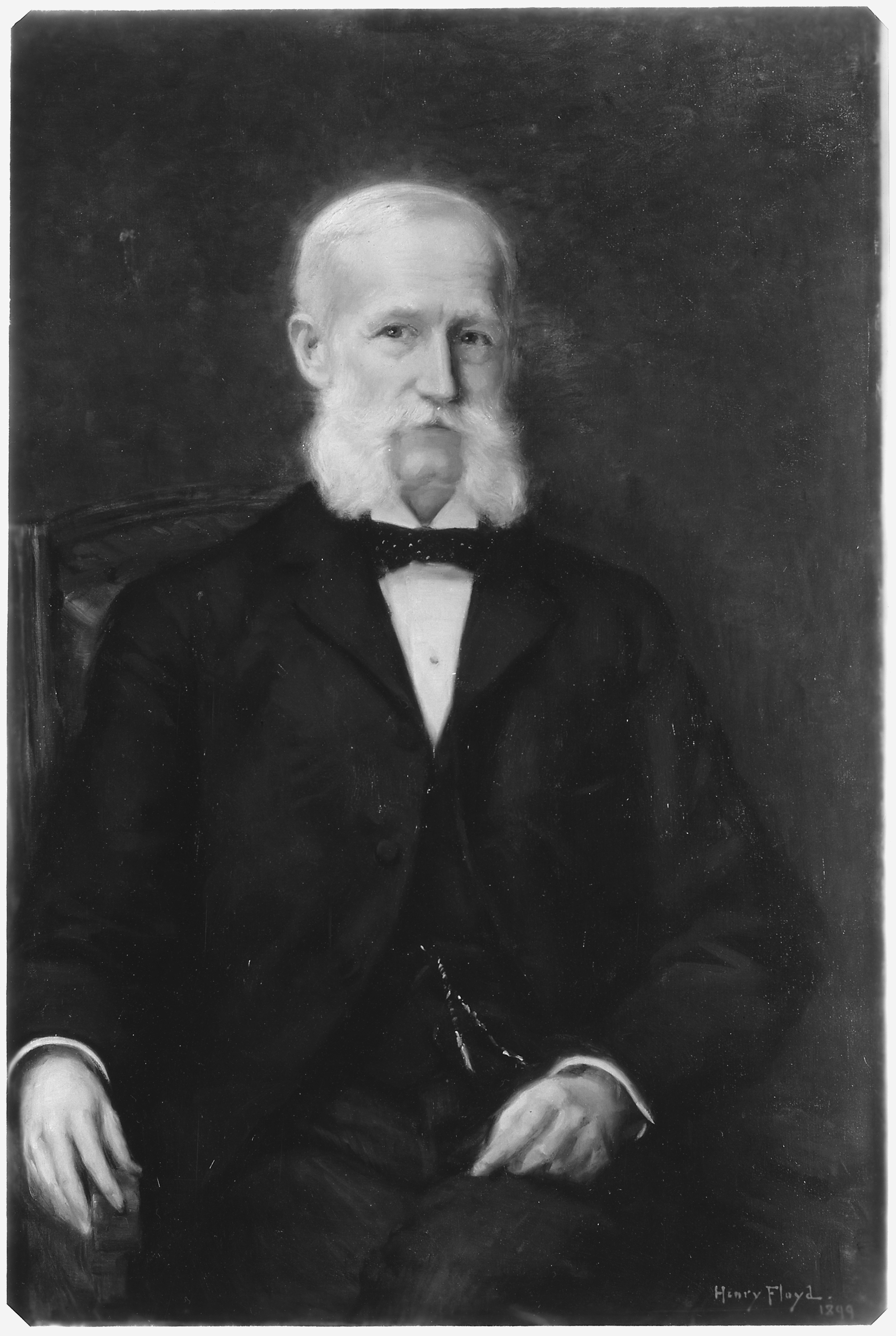
约翰·W·福斯特

约翰·華生·福斯特（John Watson Foster，1836年3月2日—1917年11月15日），又译为科士达、福斯达，美国律师、将军、政治家，第32任美国国务卿。

## 生平
1895年获清政府聘为法律顾问，随同李鸿章前往日本下关参与甲午战争的媾和及《马关条约》的签订。